# Lista ariilor protejate din Bulgaria
Aceasta este o listă a ariilor protejate din Bulgaria care include: 3 parcuri naționale, 11 parcuri naturale și 55 de rezervații naturale. Politica națională de conducere și de gestionare a ariilor protejate este implementată de către Ministerul Mediului și Apelor.

## Parcuri naționale
Locuri din Patrimoniul Mondial UNESCO
| Nume                              | Foto | Zona       | Fondat | Localizare                                                                                      |
| --------------------------------- | ---- | ---------- | ------ | ----------------------------------------------------------------------------------------------- |
| Parcul Național Balcanii Centrali |      | 716.69 km² | 1991   | Lista ariilor protejate din Bulgaria se află în Bulgaria · Lista ariilor protejate din Bulgaria |
| Parcul Național Pirin             |      | 403.56 km² | 1962   | Lista ariilor protejate din Bulgaria se află în Bulgaria · Lista ariilor protejate din Bulgaria |
| Parcul Național Rila              |      | 810.46 km² | 1992   | Lista ariilor protejate din Bulgaria se află în Bulgaria · Lista ariilor protejate din Bulgaria |

## Parcuri naturale
| Nume                             | Foto | Zona         | Fondat | Localizare                                                                                      |
| -------------------------------- | ---- | ------------ | ------ | ----------------------------------------------------------------------------------------------- |
| Parcul Natural Belasița          |      | 117.32 km²   | 2007   | Lista ariilor protejate din Bulgaria se află în Bulgaria · Lista ariilor protejate din Bulgaria |
| Parcul Natural Bălgarka          |      | 217.72 km²   | 2002   | Lista ariilor protejate din Bulgaria se află în Bulgaria · Lista ariilor protejate din Bulgaria |
| Parcul Natural Nisipurile de Aur |      | 13.20 km²    | 1947   | Lista ariilor protejate din Bulgaria se află în Bulgaria · Lista ariilor protejate din Bulgaria |
| Parcul Natural Persina           |      | 217.62 km²   | 2000   | Lista ariilor protejate din Bulgaria se află în Bulgaria · Lista ariilor protejate din Bulgaria |
| Parcul Natural Mănăstirea Rila   |      | 252.53 km²   | 2000   | Lista ariilor protejate din Bulgaria se află în Bulgaria · Lista ariilor protejate din Bulgaria |
| Parcul Natural Rusenski Lom      |      | 32.60 km²    | 1970   | Lista ariilor protejate din Bulgaria se află în Bulgaria · Lista ariilor protejate din Bulgaria |
| Parcul Natural Sinite Kamăni     |      | 113.80 km²   | 1980   | Lista ariilor protejate din Bulgaria se află în Bulgaria · Lista ariilor protejate din Bulgaria |
| Parcul Natural Platoul Șumensko  |      | 39.3 km²     | 1980   | Lista ariilor protejate din Bulgaria se află în Bulgaria · Lista ariilor protejate din Bulgaria |
| Parcul Natural Strandja          |      | 1,161.00 km² | 1995   | Lista ariilor protejate din Bulgaria se află în Bulgaria · Lista ariilor protejate din Bulgaria |
| Parcul Natural Vitoșa            |      | 270.79 km²   | 1934   | Lista ariilor protejate din Bulgaria se află în Bulgaria · Lista ariilor protejate din Bulgaria |
| Parcul Natural Vraceanski Balkan |      | 288.44 km²   | 1989   | Lista ariilor protejate din Bulgaria se află în Bulgaria · Lista ariilor protejate din Bulgaria |

## Rezervații naturale
| Nume                           | Foto | Zona       | Fondat | Localizare                                                                                      |
| ------------------------------ | ---- | ---------- | ------ | ----------------------------------------------------------------------------------------------- |
| Rezervația Ali Botuș           |      | 11.86 km²  | 1951   | Lista ariilor protejate din Bulgaria se află în Bulgaria · Lista ariilor protejate din Bulgaria |
| Lacul Atanasovsko              |      | 10.32 km²  | 1980   | Lista ariilor protejate din Bulgaria se află în Bulgaria · Lista ariilor protejate din Bulgaria |
| Rezervația Dupki - Djindjirița |      | 28.73 km²  | 1934   | Lista ariilor protejate din Bulgaria se află în Bulgaria · Lista ariilor protejate din Bulgaria |
| Rezervația Beglika             |      | 14.61 km²  | 1960   | Lista ariilor protejate din Bulgaria se află în Bulgaria · Lista ariilor protejate din Bulgaria |
| Rezervația Beli Lom            |      | 7.75 km²   | 1980   | Lista ariilor protejate din Bulgaria se află în Bulgaria · Lista ariilor protejate din Bulgaria |
| Rezervația Bistrișko Braniște  |      | 10.61 km²  | 1934   | Lista ariilor protejate din Bulgaria se află în Bulgaria · Lista ariilor protejate din Bulgaria |
| Rezervația Boatin              |      | 15.97 km²  | 1948   | Lista ariilor protejate din Bulgaria se află în Bulgaria · Lista ariilor protejate din Bulgaria |
| Rezervația Bukaka              |      | 0.62 km²   | 1980   | Lista ariilor protejate din Bulgaria se află în Bulgaria · Lista ariilor protejate din Bulgaria |
| Rezervația Biala Krava         |      | 0.93 km²   | 1968   | Lista ariilor protejate din Bulgaria se află în Bulgaria · Lista ariilor protejate din Bulgaria |
| Rezervația Centrală Rila       |      | 123.94 km² | 1992   | Lista ariilor protejate din Bulgaria se află în Bulgaria · Lista ariilor protejate din Bulgaria |
| Rezervația Dupkata             |      | 12.10 km²  | 1951   | Lista ariilor protejate din Bulgaria se află în Bulgaria · Lista ariilor protejate din Bulgaria |
| Rezervația Dzendema            |      | 42.2 km²   | 1953   | Lista ariilor protejate din Bulgaria se află în Bulgaria · Lista ariilor protejate din Bulgaria |
| Rezervația Elenova Gora        |      | 0.53 km²   | 1961   | Lista ariilor protejate din Bulgaria se află în Bulgaria · Lista ariilor protejate din Bulgaria |
| Rezervația Gornata Koria       |      | 1.61 km²   | 1968   | Lista ariilor protejate din Bulgaria se află în Bulgaria · Lista ariilor protejate din Bulgaria |
| Rezervația Topcia              |      | 1.64 km²   | 1951   | Lista ariilor protejate din Bulgaria se află în Bulgaria · Lista ariilor protejate din Bulgaria |
| Rezervația Ibar                |      | 22.48 km²  | 1985   | Lista ariilor protejate din Bulgaria se află în Bulgaria · Lista ariilor protejate din Bulgaria |
| Rezervația Kamcia              |      | 8.50 km²   | 1951   | Lista ariilor protejate din Bulgaria se află în Bulgaria · Lista ariilor protejate din Bulgaria |
| Rezervația Kamenștița          |      | 10.16 km²  | 1984   | Lista ariilor protejate din Bulgaria se află în Bulgaria · Lista ariilor protejate din Bulgaria |
| Capul Caliacra                 |      | 7.13 km²   | 1941   | Lista ariilor protejate din Bulgaria se află în Bulgaria · Lista ariilor protejate din Bulgaria |
| Rezervația Kazanite            |      | 1.61 km²   | 1983   | Lista ariilor protejate din Bulgaria se află în Bulgaria · Lista ariilor protejate din Bulgaria |
| Rezervația Kozea Stena         |      | 9.04 km²   | 1987   | Lista ariilor protejate din Bulgaria se află în Bulgaria · Lista ariilor protejate din Bulgaria |
| Rezervația Kongura             |      | 13.10 km²  | 1988   | Lista ariilor protejate din Bulgaria se află în Bulgaria · Lista ariilor protejate din Bulgaria |
| Rezervația Parangalița         |      | 15.09 km²  | 1933   | Lista ariilor protejate din Bulgaria se află în Bulgaria · Lista ariilor protejate din Bulgaria |
| Rezervația Peești Skali        |      | 14.65 km²  | 1979   | Lista ariilor protejate din Bulgaria se află în Bulgaria · Lista ariilor protejate din Bulgaria |
| Poda                           |      | 1.01 km²   | 1989   | Lista ariilor protejate din Bulgaria se află în Bulgaria · Lista ariilor protejate din Bulgaria |
| Rezervația Severen Djendem     |      | 16.10 km²  | 1983   | Lista ariilor protejate din Bulgaria se află în Bulgaria · Lista ariilor protejate din Bulgaria |
| Rezervația Silkosia            |      | 3.89 km²   | 1931   | Lista ariilor protejate din Bulgaria se află în Bulgaria · Lista ariilor protejate din Bulgaria |
| Rezervația Skakavița           |      | 0.70 km²   | 1968   | Lista ariilor protejate din Bulgaria se află în Bulgaria · Lista ariilor protejate din Bulgaria |
| Rezervația Sokolna             |      | 12.50 km²  | 1979   | Lista ariilor protejate din Bulgaria se află în Bulgaria · Lista ariilor protejate din Bulgaria |
| Rezervația naturală Srebărna   |      | 8.72 km²   | 1948   | Lista ariilor protejate din Bulgaria se află în Bulgaria · Lista ariilor protejate din Bulgaria |
| Rezervația Sredoka             |      | 6.07 km²   | 1989   | Lista ariilor protejate din Bulgaria se află în Bulgaria · Lista ariilor protejate din Bulgaria |
| Rezervația Stara Reka          |      | 19.74 km²  | 1981   | Lista ariilor protejate din Bulgaria se află în Bulgaria · Lista ariilor protejate din Bulgaria |
| Rezervația Steneto             |      | 35.78 km²  | 1979   | Lista ariilor protejate din Bulgaria se află în Bulgaria · Lista ariilor protejate din Bulgaria |
| Rezervația Tisovița            |      | 7.49 km²   | 1990   | Lista ariilor protejate din Bulgaria se află în Bulgaria · Lista ariilor protejate din Bulgaria |
| Torfeno Braniște               |      | 7.85 km²   | 1935   | Lista ariilor protejate din Bulgaria se află în Bulgaria · Lista ariilor protejate din Bulgaria |
| Rezervația Țaricina            |      | 34.18 km²  | 1949   | Lista ariilor protejate din Bulgaria se află în Bulgaria · Lista ariilor protejate din Bulgaria |
| Uzungeren                      |      | 2.11 km²   | 2005   | Lista ariilor protejate din Bulgaria se află în Bulgaria · Lista ariilor protejate din Bulgaria |
| Rezervația Uzunbodjak          |      | 25.29 km²  | 1956   | Lista ariilor protejate din Bulgaria se află în Bulgaria · Lista ariilor protejate din Bulgaria |
| Rezervația Vălci Dol           |      | 7.76 km²   | 1980   | Lista ariilor protejate din Bulgaria se află în Bulgaria · Lista ariilor protejate din Bulgaria |
| Rezervația Vitanovo            |      | 11.12 km²  | 1981   | Lista ariilor protejate din Bulgaria se află în Bulgaria · Lista ariilor protejate din Bulgaria |
| Rezervația Vraceanski Karst    |      | 14.38 km²  | 1983   | Lista ariilor protejate din Bulgaria se află în Bulgaria · Lista ariilor protejate din Bulgaria |

## Legături externe
- Register of protected areas and protected zones in Bulgaria
- Parks in Bulgaria

Format:Bulgaria-related lists
Format:Europe in topic